# Calydia
Calydia is een geslacht van vlinders van de familie spinneruilen (Erebidae), uit de onderfamilie Calpinae.

## Soorten
- C. bourgaulti Bar, 1875
- C. hemithea Druce, 1889
- C. norduca Schaus, 1901
- C. osseata Bar, 1876